# Cornelia Deiac
Cornelia Deiac (ur. 20 marca 1988) – rumuńska lekkoatletka specjalizująca się w skoku w dal.
W 2005 była siódma na europejskim czempionacie juniorów oraz zdobyła brąz mistrzostw świata juniorów młodszych w Marrakeszu. Szósta zawodniczka juniorskich mistrzostw świata z 2006. Finalistka młodzieżowych mistrzostw Europy w Kownie i uniwersjady w Belgradzie z 2009. W 2010 bez powodzenia startowała na mistrzostwach Europy w Barcelonie. Na początku 2011 zajęła 7. miejsce na halowych mistrzostwach Starego Kontynentu w Paryżu. W tym samym roku była czwarta na uniwersjadzie w Shenzhen. W 2012 sięgnęła po srebro halowych mistrzostw Bałkanów. Siódma zawodniczka halowych mistrzostwa Europy w Göteborgu (2013). Wielokrotna medalistka mistrzostw Rumunii.
Rekordy życiowe: stadion – 6,70 (17 lipca 2010, Bukareszt); hala – 6,67 (28 stycznia 2012, Bukareszt).

## Osiągnięcia
| Rok  | Impreza                               | Miejsce   | Lokata            | Wynik (m) |
| ---- | ------------------------------------- | --------- | ----------------- | --------- |
| 2004 | Mistrzostwa świata juniorów           | Grosseto  | el. – 21. miejsce | 5,37      |
| 2005 | Mistrzostwa Europy juniorów           | Kowno     | 7. miejsce        | 6,19      |
| 2005 | Mistrzostwa świata juniorów młodszych | Marrakesz | 3. miejsce        | 6,25      |
| 2006 | Mistrzostwa świata juniorów           | Pekin     | 6. miejsce        | 6,33      |
| 2007 | Mistrzostwa Europy juniorów           | Hengelo   | 11. miejsce       | 5,69      |
| 2009 | Halowe mistrzostwa Europy             | Turyn     | el. – 15. miejsce | 6,22      |
| 2009 | Młodzieżowe mistrzostwa Europy        | Kowno     | 5. miejsce        | 6,61      |
| 2009 | Uniwersjada                           | Belgrad   | 12. miejsce       | 6,05      |
| 2010 | Mistrzostwa Europy                    | Barcelona | el. – 19. miejsce | 6,46      |
| 2011 | Halowe mistrzostwa Europy             | Paryż     | 7. miejsce        | 6,45      |
| 2011 | Uniwersjada                           | Shenzhen  | 4. miejsce        | 6,45      |
| 2012 | Halowe mistrzostwa krajów bałkańskich | Stambuł   | 2. miejsce        | 6,22      |
| 2012 | Halowe mistrzostwa świata             | Stambuł   | el. – 17. miejsce | 6,16      |
| 2013 | Halowe mistrzostwa Europy             | Göteborg  | 7. miejsce        | 6,62      |
| 2013 | I liga drużynowych mistrzostw Europy  | Dublin    | 3. miejsce        | 6,12      |
| 2014 | Mistrzostwa Europy                    | Zurych    | el. – 18. miejsce | 6,23      |